# جوب فـان دي فالي
جوب فـان دي فالي (بالهولندية: Job van de Walle)‏ هو لاعب كرة قدم هولندي في مركز حراسة المرمى، ولد في 26 مايو 1997 في هيرلين في هولندا. لعب مع فورتونا سيتارد.

## وصلات خارجية
- جوب فـان دي فالي على موقع قاعدة بيانات كرة القدم.إي يو (الإنجليزية)
- جوب فـان دي فالي على موقع Soccerway.com (الإنجليزية)